# Восстание Жанкожа Нурмухамедова
Восстание Жанкожа Нурмухамедова — вооруженное выступление сырдарьинских казахов под руководством Жанкожи Нурмухамедова, направленная против присоединения районов Сырдарьи в состав Российской империи. Поначалу восстание имело успехи, но после столкновения в местности Арык-Балык пошло на спад и было подавлено.

## Причины восстания
После взятия Ак-Мечети русской армией, была построена Сырдарьинская линия, где были изъяты большие площади казахского населения для водворения казаков и переселенцев. Местные казахи были обложено покибиточной податью. Также было наложено большое количество повинностей - содержание дорог, постройка мостов, чистка магистральных арыков, гужевая повинность - казахи должны были выделять верблюдов для работ по требованию начальников линии, выделять людей для строительства укреплений и поставлять скот для перевозки строительных материалов. При этом выполнение повинностей часто совпадало с сезоном работ, что очень дорого стоило егинши.

## Восстание

### Ход восстания. Действия восставших в Казалинском районе
К концу 1856 года весь район Казалинска был охвачен восстанием, к этому времени у Жанкожи было до 1500 повстанцев. В восстании принимали участие не только шектинцы, но и другие рода, в том числе и кочевники. В декабре восставшие осадили Казалинский форт и уничтожили Солдатскую слободу, где проживали поселенцы. Против восставших действовали отряды Михайлова (казачья сотня, 50 человек пехоты и одного орудие) и майора Булатова. В ходе одной из вылазок гарнизона Казалинского форта, отряд Михайлова нанёс поражение небольшому отряду мятежников, а Булатов обстрелял военный лагерь повстанцев. До последних чисел декабря в противостоянии верх брала то одна сторона, то другая. Однако в конце года под нажимом В. А. Перовского, из Ак-Мечети был направлен отряд генерал-майора Фитингофа (265 солдат, два орудия и один ракетный станок), который соединился в начале января 1857 года с отрядами Казалинского форта. Силы карательного отряда Фитингофа составили 300 казаков, 320 человек пехоты, одна пушка, два единорога и два ракетных станка.

#### Поражение восстания. Сражение при ур. Арык-Балык
9 (21) января произошло решающее столкновение между восставшими и отрядом Фитингофа, при урочище Арык-Балык. Отряды казахов выдержали все удары со стороны русского отряда, сами не раз переходили в наступление. Но исход боя решила артиллерия. В результате повстанцы были разбиты, Жанкожа отступил. По окончании сражения русские организовали преследование восставших и вынудили последних перейти на правый берег Сырдарьи, затем Жанкожа-батыр перекочевал на территорию
Хивинского ханства (всего с Жанкожой ушло более 20 аулов). После карательные отряды разорили аулы мятежников: только скота было захвачено более 24 000 голов
. На территории Хивинского ханства Жанкожа планировал заключить союз с Хивой, либо Бухарой или Кокандом, но ему не удалось получить поддержку ни от одной из сторон. Восстание было подавлено.

## В литературе
- Абдиров М. Ж. Оренбургские казаки в борьбе с национально-освободительным движением казахского народа // Завоевание Казахстана царской Россией. — Астана: Елорда, 2000. — 301 с. — ISBN 9965060428.